# Погоня (отряд)
Отряд «Погоня» (укр. Загін «Погоня», бел. Атрад «Пагоня») — добровольческое вооружённое формирование, принимающее участие в вооружённом конфликте на востоке Украины, состоящее из граждан Белоруссии, воюющих на стороне Украины.

## История
Название отряд получил в честь «Погони» — герба Великого княжества Литовского, в 1991—1995 годах являвшегося государственным гербом Беларуси. В 1995 году по итогам референдума, проведённого по инициативе Александра Лукашенко, герб был сменён и с тех пор активно используется белорусской оппозицией.
Подразделение начало формироваться в июне 2014 года на территории Волынской области Украины. Одним из организаторов отряда стал украинский политик из Волынской области Игорь Гузь. Он сообщил журналистам, что формирование отряда как боевой единицы проходило в специально оборудованном лагере на Волыни. Впрочем, в боевых действиях, как отдельная единица отряд не участвовал. Заявленная цель формирования отряда — подготовка бойцов для участия в боевых действиях на востоке Украины в рядах украинских добровольческих батальонов. Такая схема была принята для конспирации, чтобы спецслужбы Белоруссии не смогли вычислить участников. Однако некоторые, например, Ян Мельников, открыто снимаются на видео и заявляют о себе как о добровольцах в рядах ВСУ.
К июлю 2014 года первые группы бойцов отряда прибыли на восток Украины.

### Участие в боях
Отряд принимал активное участие в боях за Иловайск, в ходе которых отличились бойцы с позывными «Брест», «Усач» и «Бугор» сумевшие подбить в уличных боях танк Т-72 и две БМД самопровозглашённой ДНР.
По состоянию на сентябрь 2014 года, согласно заявлению представителя отряда Татьяны Еловой, часть бойцов подразделения находилась в составе украинских батальонов на передовой, потерь среди них не было. Однако, зимой 2014—2015 годов появились данные о гибели в боях 12 бойцов.

### Прекращение военной деятельности
В сентябре 2016 года «Отряд „Погоня“» объявил о прекращении участия в боевых действиях на востоке Украины. Члены создали организацию «Общественный сектор Отряда „Погоня“», которая, в первую очередь, занимается разносторонней помощью белорусским добровольцам.

## Преследование на родине
Со стороны правоохранительных органов Белоруссии не раз звучали заявления, что граждан Белоруссии, чьё участие в войне на востоке Украины будет доказано, ждёт наказание по статье наёмничество, санкциями по которой является лишение свободы сроком от 3 до 7 лет. В начале октября 2014 председатель КГБ Белоруссии Валерий Вакульчик напомнил гражданам об ответственности за незаконные с позиции законодательства республики действия. Кроме того, правоохранительные органы неоднократно обращались к белорусам с призывом: не поддаваться на предложения участвовать в боевых действиях в Донбассе с какой-либо стороны.